# Oreobolus goeppingeri
Oreobolus goeppingeri là loài thực vật có hoa trong họ Cói. Loài này được Suess. mô tả khoa học đầu tiên năm 1942.